# Diobena brazda
Diobena brazda je pojava u staničnoj biologiji koja se javlja kod životinjskih stanica i nekih alga u drugoj fazi stanične diobe citokinezi. U ovoj se fazi dijeli cijela stanica. Diobena brazda je uvlačenje na staničnoj površini.
Diobena brazda je žlijeb (ubor). Taj žlijeb (ubor) nastaje okomito na os diobenog vretena. Ubor je postupno sve dublji i na koncu podijeli stanicu na dvije stanice-kćeri. Diobenom brazdom završava dijeljenje stanične membrane u staničnoj diobi. Iste bjelančevine koje su odgovorne za stezanje mišića (aktin i miozin), počinju proces stvaranja diobene brazde. U ovom su procesu uključene i bjelančevine iz staničnog kostura i bjelančevine koje vezuju aktin.
Za razliku od biljnih stanica, kod životinjskih stanica diobena brazda pokazuje na vanjskoj površini da se stvaraju dvije stanice. Budući da se životinjska stanica ne smije otvoriti, jer bi time izložila se pogibli gubljenja svih unutarnjih tekućina i sastavnica, stanična se stijenka stišće oko točke dijeljenja. Brazda okružuje stanicu i polako stišće kako napreduje diobeni proces.
|  |  |  |

## Mehanizam
Premda se mnogo zna o staničnoj diobi, mehanizam diobene brazde nije shvaćen u potpunosti. Biljne stanice ne prolaze citokinezu baš na ovaj način, premda tijek dvaju događaja nije sasvim različit. Životinjske stanice stvaraju aktinsko-miozinski kontraktilni prsten oko ekvatorijalnog područja stanične membrane koja se steže radi stvaranja diobene brazde. Kako se steže kontraktilni prsten, tako se formira diobena brazda.
Diobena brazda je, kao i fragmoplast kod biljnih stanica, složena struktura građena od mikrocjevčica i mikrofilamenata koji pomažu konačno odvajanje stanica u dvije identične stanice-kćeri.